# Schimmert
Schimmert – wieś w południowej części Holandii, w prowincji Limburgia, w gminie Beekdaelen. 

## Historia
Pierwsza wzmianka o Schimmert z 847 roku wymienia wieś jako Schimorta. W 1840 roku w miejscowości znajdowało się 257 domów z łącznie 1350 mieszkańcami. W 2019 roku miejscowość, wraz z całą gminą Nuth, wcielono do gminy Beekdaelen.

## Populacja
Źródło: